# Secrétariat à la Fonction publique du Mexique
Le secrétariat à la Fonction publique du Mexique est l'un des membres du cabinet présidentiel du Mexique, abrégé SFP.

## Liste des secrétaires
- Gouvernement Vicente Fox
  - (2000 - 2003) : Francisco Barrio Terrazas
  - (2003 - 2006) : Eduardo Romero Ramos

- Gouvernement Felipe Calderón
  - (2006 - 2007) : Germán Martínez Cázares
  - (2007 - 2011) : Salvador Vega Casillas
  - (2011 - 2012) : Rafael Morgan Ríos

- Gouvernement Enrique Peña Nieto
  - (2012 - 2015) : Julián Olivas Ugalde
  - (2015 - 2016) : Virgilio Andrade Martínez
  - (2016 - 2018) : Arely Gómez González

- Gouvernement Andrés Manuel López Obrador
  - (2018 - 2021) : Irma Eréndira Sandoval
  - (2021 - 2024) : Roberto Salcedo Aquino (es)

- Gouvernement Claudia Sheinbaum
  - (depuis 2024) : Raquel Buenrostro Sánchez